# シャフハウゼン-シュライトハイム軌道BDe4/4 1-5形電車

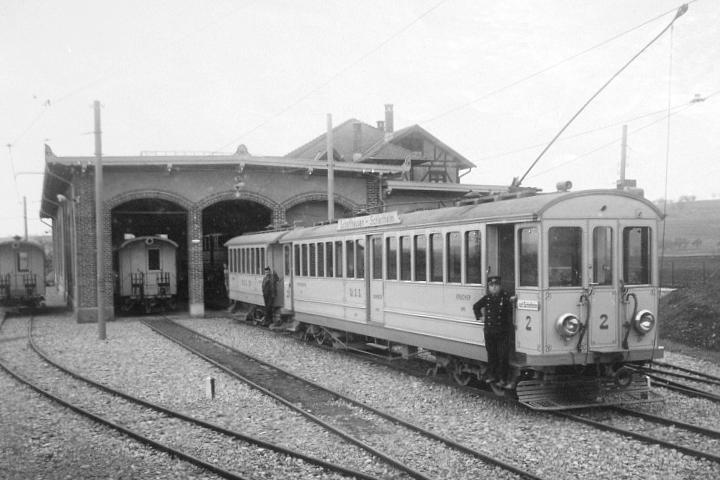
製造直後のCFe4/4 2号機（後のBDe4/4 2号機）、シュライトハイム車庫、1905年

シャフハウゼン-シュライトハイム軌道BDe4/4 1-5形電車(シャフハウゼン-シュライトハイムきどうBDe4/4 1-5がたでんしゃ)は、スイス北部シャフハウゼン州の州都シャフハウゼン近郊の鉄道であるシャフハウゼン-シュライトハイム軌道（Strassenbahn Schaffhausen-Schleitheim (StSS)）で使用されていた2等・荷物合造電車である。なお、本機はCFe4/4形3等・荷物合造電車として製造されたものであるが、その後1956、62年の称号改正を経てBDe4/4形となったものである。
 

## 概要
スイス北部、ライン川北岸の都市シャフハウゼン近郊の私鉄であるシャフハウゼン-シュライトハイム軌道は1905年の開業に際して電車4機、客車3両、貨車6両を用意し、1907年にかけてさらに電車と電動貨車を1機ずつ、客車3両、貨車5両を増備し、直通運転先であるシャフハウゼン市内線のシャフハウゼン軌道線のスイス国鉄シャフハウゼン駅からドイツ国境近くの街シュライトハイムを経由してオーバーヴィーゼン-シュテューリンゲンまで、旅客列車、貨物列車ともに電車が牽引をする方式で運行を開始している。この開業に際して主力車両として用意された3等・荷物合造電車が本形式であり、CFe4/4形として1905年に1-4号機の4機が、1907年に5号機が用意され、スイスの鉄道における1956年の客室等級の1-3等の3段階から1-2等への2段階への統合と、これに伴う称号改正により3等室が2等室となって形式記号もCからBに変更となって形式名がBFe4/4形となり、さらに1962年の称号改正により荷物室の形式記号がFからDに変更となったため、形式名がBDe4/4形となって1964年の同線の廃止まで使用されている。本形式は併用軌道もしくは道路端に敷設された専用軌道が大半を占めるシャフハウゼン-シュライトハイム軌道線および直通運転先であるシャフハウゼン軌道線での急曲線での運行を考慮したショートホイールベースの台車と路面からの乗降に適したステップ付きの車体を持った機体であり、製造は車体、台車、機械部分の製造をSIGが、主電動機、電気機器の製造はMFOが担当しており、価格は1-4号機が1機あたり32,800スイス・フラン、5号機が43,940スイス・フランであった。各機体の機番と製造年、製造所、価格は以下の通り
- 1 - 1905年 - SIG/MFO - 32,800
- 2 - 1905年 - SIG/MFO - 32,800
- 3 - 1905年 - SIG/MFO - 32,800
- 4 - 1905年 - SIG/MFO - 32,800
- 5 - 1907年 - SIG/MFO - 43,940

## 仕様

### 車体・走行機器
- 車体構造は1900-1930年代の私鉄車両では標準であった木鉄合造構造で、台枠は鋼材リベット組立式でトラス棒付となっており、その上に木製の車体骨組および屋根を載せて前面および側面外板は鋼板を木ねじ止めとしたものとし、屋根は屋根布張り、床および内装は木製としている。車体は両運転台式で、客室部分側面下部には裾絞りが付き、前後端部のみ裾絞りが無く側面幅が狭い形状となっているほか、車両限界が小さく、通常車体幅2600-2700mm程度である1000mm軌間の私鉄車両に対し、車体幅2300mmとなっているのが特徴である。また、窓下および窓枠、車体裾部に型帯が入るほか、窓類は下部左右隅部R無、上部左右隅部はR付きの形態となっている。
- 正面は平面構成の平妻形態で、中央の貫通扉の左右に正面窓があり、正面下部左右に外付式の丸形前照灯が配置される1900-1920年代のスイス私鉄電車の標準スタイルであり、連結器は台枠取付のピン・リンク式連結器で、その下部に大型の排障器が設置されている。運転室は当時のスイスの電車で標準的な運転機器を設置した乗降デッキに立って運転する形態で、正面中央の貫通扉の左側に力行および電気ブレーキ用の大形のマスターコントローラーが、右側にブレーキハンドルおよび手ブレーキハンドルが設置されており、運転士は状況に応じてデッキ内を移動しながら運転を行う。
- 車体内は前位側から運転台のある乗降デッキ、禁煙2等室（称号改正前の3等室）、荷物室、喫煙2等室、運転台および乗降デッキの配列となっており、側面は窓扉配置1D6D26D1（運転台・デッキ窓-乗降扉-2等室窓-荷物室扉-荷物室窓-2等室窓-乗降扉-運転台・デッキ窓）となっている。乗降扉は内開き戸でステップ2段付き、荷物室扉は片引き戸でステップ1段付きとなっており、側面窓は下落とし窓で幅の狭い縦長のものとなっている。また、屋根上は両端部に長いトロリーポールが計2基と水雷形ベンチレーターが設置されている。
- 客室は車体幅が狭いため2+1列の4人掛けの固定式クロスシートを配置しており、座席定員は禁煙・喫煙各室18名の計36名、座席はヘッドレストの無い木製ニス塗りのベンチシート、天井は白、側壁面は木製ニス塗りで1ボックスあたり狭幅の下降窓が2箇所設置されている。
- 塗装
  - 製造時の車体塗装はクリーム色をベースに車体腰板周縁部に唐草模様の飾りが入るもので、側面下部中央に「St.S.S.」の、乗降扉横と荷物室扉に禁煙・喫煙・荷物室の区別および座席定員、両端部に機番がそれぞれ飾り文字で入っている。なお、車体台枠、床下機器と台車は黒、屋根および屋根上機器はグレーである。
  - その後車体下半部が明るいブルーグレー、上半部が白に近いクリーム色、で車体下半部の帯板部に青帯が、腰板周縁部に唐草模様の飾りが入るものに変更され、標記類は影付き文字となって社名表記の下に形式名と機番も追加されたものとなっている。さらにその後、帯板部の青帯と腰板周縁部の飾りが省略されてブルーグレー一色となり、車体上半部との塗分け部にブルーグレーの細帯が入るものに変更され、さらに一部機体ではこの細帯も省略されたものとなっている。車体標記は側面下部中央に「STSS」、乗降扉脇に禁煙・喫煙の表記、右側車体端下部に機番もしくは形式名と機番が入れられるものとなったが、車体表記も機体によって差異があるものとなっている。
- 制御装置はMFO製の直接制御の抵抗制御式で、1時間定格出力132kWの性能と25km/hの最高速度を発揮するほか、電気ブレーキとして発電ブレーキを装備している。なお、重連総括制御機能を持たないため、重連時には協調運転で運行される。また、ブレーキ装置は制御装置による発電ブレーキのほか、空気ブレーキと手ブレーキを装備し、基礎ブレーキ装置として片押し式の踏面ブレーキが装備される。
- 台車はSIG製の鋼材組立て式の当時の標準的な構造で主電動機を台車枠の車軸外側にバー・サスペションの吊掛式に装荷することで軸距を1400mmに抑えることで急曲線の通過に対応したもので、枕ばねは重ね板ばね、軸ばねはコイルばねとなっており、牽引力はセンターピンで伝達される。
- 改造
  - 本形式は製造後さまざまな改造がされているが、1920-21年には集電装置がトロリーポール2基から菱型のパンタグラフ1基に交換されて屋根上前位側に設置されている。同じ1921年には連結器が従来のピン・リンク式連結器とも連結可能な+GF+式[7]ピン・リンク式自動連結器に交換されている。その後1923-31年の間には1機あたり1年程度をかけて大規模な更新改造が行われたほか、1932-51年にかけて順次電機品の更新と主電動機の出力増強が実施され、大型の主抵抗器や遮断器が屋根上に設置されている。
  - このほか、外観上では排障器が小型のスノープラウに変更されたり、正面上部中央に前照灯が増設されているほか、時代によって車体前面および側面の型帯が減少している。

### 主要諸元
- 軌間：1000mm
- 電気方式：DC900V 架空線式（シャフハウゼン軌道はDC600V架空線式）
- 最大寸法：全長15000mm（連結器改造後15500mm）、車体幅2300mm
- 軸配置：Bo'Bo'
- 軸距：1400mm
- 台車中心間距離：10000mm
- 車輪径：860mm
- 重量：19.5t（最終時23.4t）
- 走行装置
  - 主制御装置：抵抗制御
  - 主電動機：直流直巻整流子電動機×4台
  - 定格出力
    - 132kW（製造時）
    - 213kW（2号機-1932年以降、4号機-1934年以降）
    - 229kW（1号機-1939年以降）
    - 235kW（3号機、5号機-1951年以降）
- 最高速度：25km/h（後に40km/hに引き上げ）
- ブレーキ装置：空気ブレーキ、手ブレーキ、発電ブレーキ

## 運行・廃車
- シャフハウゼン-シュライトハイム軌道はスイス北端で、ライン川北岸に位置するシャフハウゼン州の州都シャフハウゼンから北西方向にシャフハウゼン通りを進み、ベリンゲン、シュライトハイムを経由してその後はシュバルツバルト通りをドイツ国内のシュテューリンゲンの街のスイス - ドイツ国境手前数百mのオーバーヴィーゼンにあるオーバーヴィーゼン-シュテューリンゲン駅までの18.9kmの路線を運行しており、シャフハウゼン駅前広場からドイツ国鉄をアンダークロスする地点付近までの2.5kmがほぼ全ての列車の直通運転先であるシャフハウゼン軌道線、以降16.4kmがシャフハウゼン-シュライトハイム軌道線となっている。
- 同鉄道はシャフハウゼン軌道を含む18.9kmの路線のうち開業時で16.4km、道路と軌道の分離が進んだ1946年でも13.7kmが併用軌道で残りの軌道もほとんどが道路端部に設置されたものであり、最急曲線半径は17m、最急勾配60パーミル、標高390（シャフハウゼン-シュライトハイム軌道線では432m）-558mの路線であり、シャフハウゼンでスイス国鉄、ドイツ国鉄に接続していたほか、オーバーヴィーゼン-シュテューリンゲン駅から国境を挟んで数百mの地点でヴタハール鉄道[8]シュテーリンゲン駅に連絡をしていた。
- 本機は全線で使用されており、単行での運行のほか、客車列車や貨車の牽引に使用されており、重連総括制御機能は持たないものの電車同士やFe2/2 51形との重連でも使用されていたほか、貨物列車ではスイス国鉄のシャフハウゼン貨物駅に乗り入れていた。
- 1964年10月1日の路線廃止に伴って全機が廃車となり、1、2、4号機はそのまま解体され、3、5号機がBDe4/4 6形とともにビール-テウフェレン-インス鉄道[9]に譲渡されたが、同鉄道では1965年に新しいBe4/4 1-5形が導入されており、あまり使用されず全機1966年に廃車となっている。